# João Soares Neiva

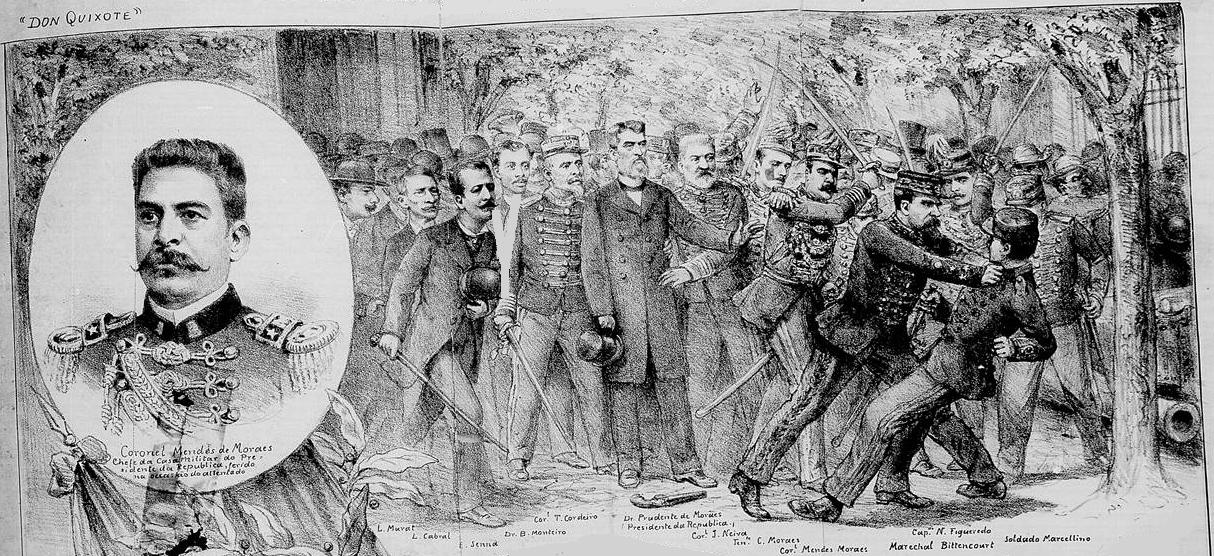
Atentado contra a vida de Prudente de Moraes, então Presidente da República (05/11/1897). O Coronel João Neiva é o sétimo da esquerda para a direita.

João Soares Neiva (João Pessoa, 13 de agosto de 1839 — Niterói, 1 de dezembro de 1903), foi um militar e político brasileiro.
Foi senador pelo Estado da Paraíba entre 1890 e 1897, além de deputado federal de 1900 a 1903 e diretor-geral do Corpo de Bombeiros.
Entre 15 de janeiro de 1899 e 12 de novembro de 1900, comandou a 1.ª Região Militar, no Rio de Janeiro.